# 3739 Rem
3739 Rem (1977 RE2) là một tiểu hành tinh vành đai chính được phát hiện ngày 8 tháng 9 năm 1977 bởi N. Chernykh ở Nauchnyj.